# طوبين إسباني
الطوبين الإسباني (Talpa occidentalis) هو نوع من الثدييات ينتمي إلى فصيلة الطوبينيات. يوجد في إسبانيا والبرتغال .